# Alpha Centauri B
Pour l’article homonyme, voir Alpha Centauri (homonymie).
Désignations
Alpha Centauri B (α Cen B, parfois ACB) est une des trois étoiles qui forment le système Alpha Centauri. Elle est également appelée Toliman, nom officialisé par l'Union astronomique internationale le 10 août 2018.
À 4,37 années-lumière, c'est une des étoiles les plus proches de la Terre. C'est aussi une étoile à mouvement propre élevé (3,68 secondes d'arc en ascension droite et 0,48 seconde d'arc en déclinaison).
C'est une étoile de la séquence principale de type spectral K1 V qui a une masse d'environ 90% de celle du Soleil et un diamètre inférieur à celui de ce dernier de 14%,. Sa courbe de lumière varie sur une courte période et au moins un pic a été observé. Elle est magnétiquement plus active que son binôme Alpha Centauri A, avec une période de 8,2 ± 0,2 ans (contre 11 ans pour le Soleil) et une variation de sa luminosité coronale moitié moins élevée.

## Recherche de planètes

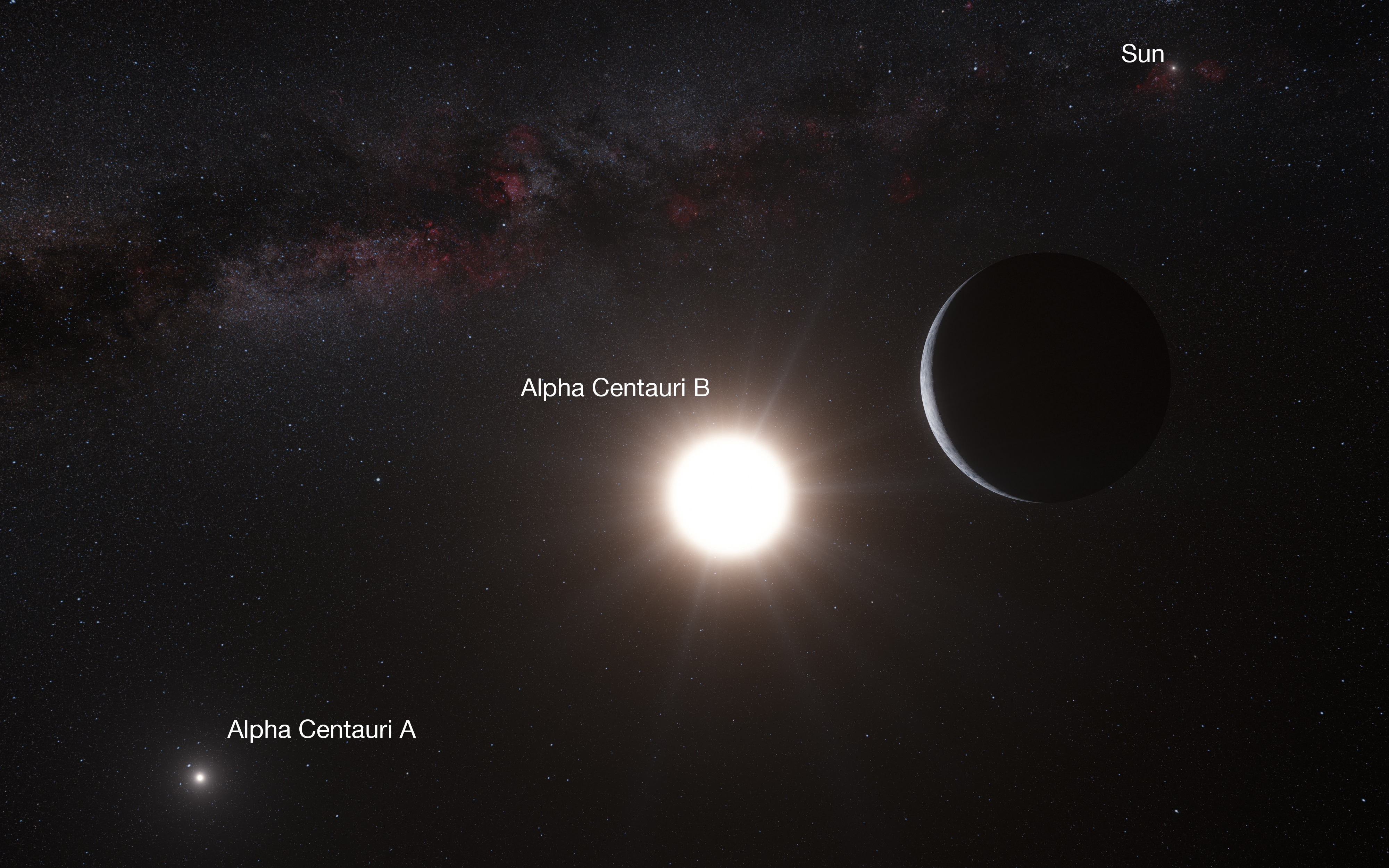
Vue d’artiste d'une éventuelle planète en orbite autour d’Alpha du Centaure B (annotée).

Alpha Centauri B était classée deuxième dans l'ordre d'importance parmi 100 étoiles comprises dans le projet Terrestrial Planet Finder de la NASA (annulé en 2011) qui avait pour objectif de détecter et d'étudier des planètes telluriques.
En octobre 2012, la présence d'une planète, Alpha Centauri Bb, a été annoncée. Cette planète, qui aurait une taille comparable à celle de la Terre, orbiterait à une distance de six millions de kilomètres (soit environ 0,04 ua) autour d'Alpha Centauri B, en seulement 3,2 jours. Cependant, plusieurs études ont depuis remis en cause cette découverte : voir Alpha Centauri Bb#Contestation.
En 2013, l'existence d'une seconde exoplanète, Alpha Centauri Bc, est suspectée à la suite de l'observation d'un événement semblable à un transit devant l'étoile. Cette planète reste un candidat non confirmé.